# Jesús Galdino Cedeño
Jesús Galdino Cedeño (Leticia, 6 de mayo de 1973) es un médico y político colombiano de ascendencia portuguesa, que se desempeñó como Gobernador del Departamento de Amazonas entre 2020 y 2023.

## Biografía
Nació en la Vereda La Milagrosa de la ciudad de Leticia, hijo de José Galdino Lima y Helena Cedeño Saavedra, siendo el menor de ocho hermanos. Realizó sus estudios primarios en las escuelas Simón Bolívar, comunidad de Ronda, y Sagrado Corazón de Jesús, y secundarios en la Normal Nacional Integrada,de esa población. Posteriormente estudió Medicina General en la Universidad del Tolima, para después especializarse en Cirugía.
Ha desarrollado la mayor parte de su carrera profesional como médico independiente en Brasil. Regresó de aquel país para lanzarse a la política por el Partido Centro Democrático, y bajo el padrinazgo de la Representante a la Cámara Yénica Acosta y el condenado exgobernador Félix Acosta, así como del apoyo de las congresistas Paloma Valencia y Paola Holguín, como candidato a la Gobernación de Amazonas en las elecciones regionales de Colombia de 2019. El 27 de octubre de ese año resultó elegido con 11.992 votos, equivalentes al 42,01% de los votos, y con el apoyo de la Coalición Juntos por el Amazonas, conformada por su partido y el Partido Conservador.
Como gobernador, en diciembre de 2020, la Procuraduría General de Colombia le abrió una investigación por irregularidades y negligencia en la protección del bosque amazónico, al permitir la tala masiva de árboles. En febrero de 2021, fue sancionado por la Procuraduría al ser el único Gobernador de Colombia que no entregó información acerca de los planes de vacunación en el departamento.
El mismo mes se vio envuelto en una polémica cuando comenzó a circular un vídeo en el que supuestamente amenazaba con separar al departamento de Colombia por un supuesto "abandono estatal"; sin embargo, se aclaró que no se trataba de Galdino quien daba las declaraciones sino del empresario y excongresista Octavio Benjumea, quien se expresaba en contra del cierre del Aeropuerto Internacional Alfredo Vásquez Cobo y no de la atención del estado al plan de vacunación local.
También fue miembro de la Junta Directiva de la Banca de Desarrollo Territorial.